# Петра Мария Кракснер
Петра Мария Кракснер (на немски: Petra Maria Kraxner) е австрийска писателка, авторка на пиеси и стихотворения.

## Биография и творчество
Петра Мария Кракснер е родена през 1982 г. в общността Цамс, Тирол.
Следва англицистика, американистика, театрознание, кинознание и медийни науки във Виена, а също сценично и лирично писане в Немския литературен институт в Лайпциг.
Пиесата ѝ „Синьо дърво зелено“ („Blau Baum Grün“) е поставена в Прага и Единбург в рамките на фестивала „Fringe“.
През 2008 г. Кракснер е поканена с пиесата си „KESt“ за театралните дни във виенския Императорски театър (Burgtheater).
През 2009 г. е удостоена с „Голямата литературна стипендия на провинция Тирол“ за драматизираната биография на поета Георг Тракл.
Кракснер публикува също лирически текстове в списания и антологии.
Живее в Берлин.

## Награди и отличия
- 2007: Dramatikerstipendium des österreichischen Bundesministeriums für Unterricht, Kunst und Kultur
- 2009/2010: Großes Literaturstipendium des Landes Tirol
- 2010/2011: Werkzuschuss aus dem Jubiläumsfond der Literar-Mechana
- 2011: Mira-Lobe-Stipendium des österreichischen Bundesministeriums für Unterricht, Kunst und Kultur
- 2015: Großes Literaturstipendium des Landes Tirol